# Cidolog (Cidolog, Ciamis)
Cidolog is een bestuurslaag in het regentschap Ciamis van de provincie West-Java, Indonesië. Cidolog telt 3500 inwoners (volkstelling 2010).